# Morgan (Geórgia)
Morgan é uma cidade localizada no estado americano de Geórgia, no Condado de Calhoun.

## Demografia
Segundo o censo americano de 2000, a sua população era de 1464 habitantes.
Em 2006, foi estimada uma população de 1569, um aumento de 105 (7.2%).

## Geografia
De acordo com o United States Census Bureau tem uma área de 3,4 km², dos quais 3,4 km² cobertos por terra e 0,0 km² cobertos por água. Morgan localiza-se a aproximadamente 70 m acima do nível do mar.

## Localidades na vizinhança
O diagrama seguinte representa as localidades num raio de 32 km ao redor de Morgan.